# Ponte Staro-Kalinkin
Il ponte Staro-Kalinkin si trova nell'Admiraltejskij rajon di San Pietroburgo, in Russia. Attraversando la Fontanka collega le isole Kolomenskij e Bezymjannyj. A monte di esso si trova il Ponte Inglese e più in basso il Ponte Galernyj.

## Storia

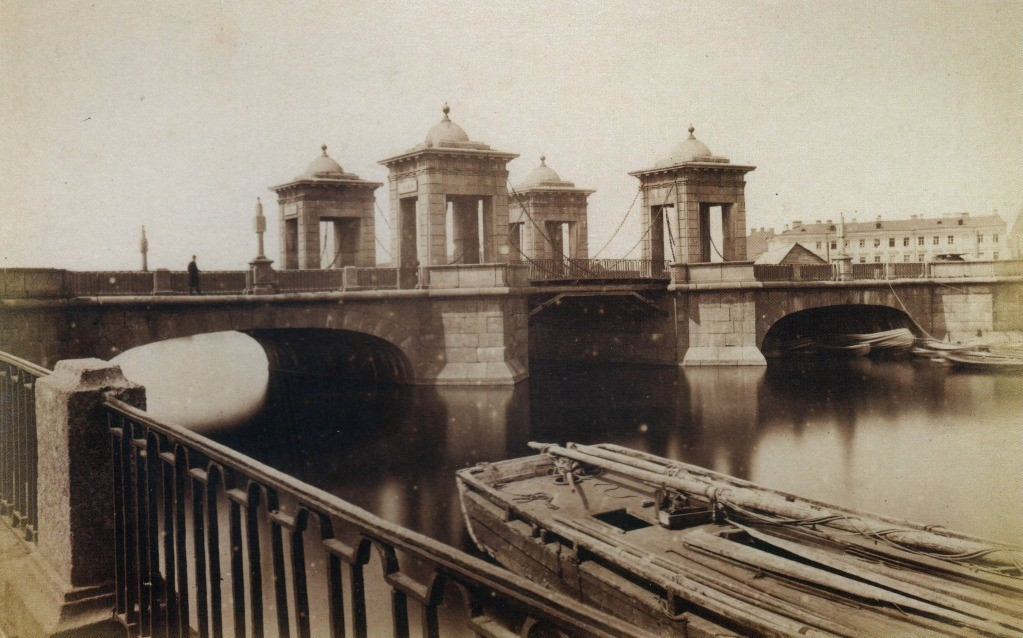
Il ponte nel XIX secolo. Si nota la campata centrale ancora in legno

Nel 1733 fu costruito un ponte levatoio in legno a più campate, poggiato su entrambe le rive della Fontanka, che permetteva anche l'attraversamento del fiume Gluchaja (anche chiamato Krivuši, che sarebbe in seguito diventato il canale Griboedov). La sua lunghezza raggiungeva i 250 metri. Fra il 1786 e il 1788 il ponte fu ricostruito secondo i modelli degli altri ponti di San Pietroburgo sulla Fontanka. Il progetto fu messo a punto dagli ingegneri Jan Pieter van Suchtelen e Ivan Kondrat'evič Gerard. Era quasi indistinguibile dagli altri ponti a torre sulla Fontanka: la parte carrabile del ponte levatoio era fatta di legno e consisteva in due segmenti aperti da un semplice meccanismo a catena. Aveva quattro torri di granito sormontate da cornicioni e cupole. Un contemporaneo della riedificazione del ponte Staro-Kalinkin, l'artista Karl Friedrich Knappe, ha raffigurato la struttura in una sua opera (il dipinto è ora conservato all'Ermitage); grazie all'immagine è possibile identificare la data di costruzione del ponte. Inoltre, da quest'opera è chiaro che i marciapiedi erano separati dalla carreggiata da barriere di granito, che sui quattro angoli agli ingressi del ponte erano presenti degli obelischi sempre in granito con lanterne sospese e che delle panchine del medesimo materiale erano collocate contro i parapetti degli ingressi.